# حزب الخضر العراقي
حزب الخضر الوطني العراقي حزب عراقي تأسس عام 2003 على يد أكرم الحمداني (طبيب وإعلامي). ليس له أي أعضاء منتخبين في مجلس النواب العراقي.

## الأعضاء
- "أكرم الحمداني" مؤسس ورئيس الحزب.[2]
- "صالح نعيم" الربيعي الأمين العام.
- "سعد عبد علي" مدير مكتب الإعلام المركزي.
- "هشام أحمد عطيوي" الأمين المالي.
- "بان فرات الجواهري" مديرة مكتب بغداد.
- "ماجد الماجدي" مدير مكتب أمريكا.
- "رشا ناصر" مديرة مكتب كندا.
- "حيدر عبد الرحمن" مدير مكتب مانشستر.
- "جميل موسى" شؤون البيئة.

## برنامج
رؤية الحزب ومبادئه:
- 1. الديمقراطية.
- 2. وحدة العراق.
- 3. يلتزم الدستور بالعدالة والمساواة للجميع.
- 4. انتخابات حرة وعادلة متعددة الأحزاب.
- 5. حماية الإسلام مع احترام الحرية الدينية.
- 6. اقتصاد يؤمن حياة كريمة.
- 9. الجيش والقوات المسلحة يتبعان القانون المدني والدستوري.
- 10. الحق في الرعاية الطبية والرعاية الاجتماعية والتعليمية.
- 11. احترام الثقافة العراقية المتنوعة والتراث الوطني.
- 12. احترام حقوق الأقليات.
- 13. احترام حقوق المزارعين والعمال.
- 14. احترام حقوق الإنسان ومعاقبة من ينتهك هذه الحقوق.
- 15. تقاسم السلطة وتداولها.
- 16. حرية الصحافة والنشر والإعلام.
- 17. حقوق المرأة وحماية الطفل والأمومة.